# 世界はハッピーでできてる
『世界はハッピーでできてる』（せかいはハッピーでできてる）は、宇佐美真紀による日本の漫画作品。
隔月刊誌『デラックスBetsucomi』（小学館）にて2004年2月5日号から2005年6月5日号まで連載された。単行本は全2巻。作者にとっては初の巻数付きの作品。

## あらすじ
失恋の痛手を癒すために行ったスキー旅行。そこで香苗が出会ったのは、インストラクターの森原英治。2人は恋に落ち、また会おうと約束をする。
そして2人は再会する。香苗が通う高校の教師と生徒として……。

## 登場人物
宮国 香苗（みやくに かなえ）
祖父は自身が通う高校の理事長。生粋のお嬢様。友達がいない。
英治とつきあっている。
森原 英治（もりはら えいじ）
スキー場でインストラクターとして香苗と出会う。
その後、産休代理教師として香苗の高校に赴任してくる。実家は酒屋。香苗の恋人。
恩田 美里（おんだ みさと）
香苗の親友。小野塚先生にセクハラされ悩んでいた。
小野塚 隆（おのづか たかし）
香苗の高校で働いていた教師。香苗が気に食わないという理由で辞めさせられた、と噂が流れていたが、
本当は自身が生徒に対してセクハラをした事で辞めた。
ユースケ
美里の彼氏。以前は香苗と付き合っていた。
今井 靖樹（いまい やすき）
ユースケの親友。香苗のことを好きになる。多少強引。